# HD 215497 b
HD 215497 b (بالإنجليزية: HD 215497 b)‏ الذي يرمز له بالرمز HD 215497b، هو كوكب خارج المجموعة الشمسية، وأرض هائلة، في كوكبة الطوقان، يتبع HD 215497 ‏.

## الاكتشاف
اكتشف في 19 أكتوبر 2009.